# Монастирчани
Монастирча́ни — село Івано-Франківського району Івано-Франківської області, на Бойківщині, колишній центр сільської ради. Входить до складу Солотвинської селищної громади.

## Розташування
Розміщуються в південно-західній частині Івано-Франківського району, яка лежить в межах Бистрицької улоговини, у Передкарпатті. Монастирчани лежать за 46 км від обласного центра Івано-Франківська. На північному сході, за 21 км від села, знаходиться колишній районний центр Богородчани. На захід від Монастирчан лежить Солотвин (3 км), на північний схід — Жураки (2 км), на схід — Старуня(2 км), на південь — Бабче, на південний захід — Маркова.
Через Монастирчани проходить дорога місцевого значення, яка сполучає село з автомагістраллю Солотвин — Івано-Франківськ. Найближча до села залізнична станція — Надвірна (16 км). Монастирчани належать до мережі Солотвинської АТС.
Через Монастирчани проходять гілки локальних газогонів, конденсатопровід «Битків — Долина» та нафтогін «Жулин — Надвірна». На території села періодично діють бурові вишки для пошуків природного газу та нафти.
У селі діє навчально-виховний комплекс, будинок «Просвіта», фельдшерсько-акушерський пункт, поштове відділення, чотири приватні крамниці.

## Населення
На 1995 рік в Монастирчанах проживав 1201 мешканець, з них 301 греко-католик і 900 — православні. На 2000 рік кількість населення зросла до 1551 чоловік, конфесійне співвідношення істотних змін не зазнало. У культурному відношенні населення Монастирчан належить до бойківської історико-етнографічної групи.

## Назва
Назва «Монастирчани» походить, імовірно, від мешканців поселення, яке виникло неподалік від монастиря, заснованого в давньоруський період і пізніше спаленого монголами.

## Історія
Археологічні знахідки (крем'яні знаряддя праці) на теренах Монастирчан відносяться ще до межі мезоліту — неоліту (VI—V тис. до н. е.).
Перша письмова згадка про село датується 1378 роком.
Згадується 1 травня 1447 року в книгах галицького суду.
Близько 1498 року шляхтич Ян Анджей Бучацький отримав село у власність від короля Яна І Ольбрахта за військові заслуги. Потім село було королівщиною. У податковому реєстрі 1515 року в селі документується піп (отже, уже тоді була церква), млин і 12 ланів (близько 300 га) оброблюваної землі. Королівська люстрація 1565 року в селі перерахувала по іменах і прізвищах 7 власників стад худоби. На Галицькому сеймику 12 травня 1654 р. було вирішено, що посли від Галицької землі на сейм до Варшави повинні домагатись його передачі у дідичне володіння брацлавському воєводі Пйотру Потоцькому.Жителі Монастирчан брали активну участь у визвольній війні проти польського панування (1648—1659 рр.), в опришківському русі, з ХХ ст. — у визвольних змаганнях (УСС, ОУН-УПА). Через село в час світових воєн двічі проходила лінія фронту.

## Клімат
Як вся Богородчанщина, Монастирчани належать до Карпатського агрокліматичного району вертикальної кліматичної зональності. Пересічна температура січня тут складає −5 °C, липня — +18 °C. На рік в Монастирчанах випадає приблизно 700—800 мм опадів.
Ґрунтовий покрив Монастирчан переважно такий самий, як і на інших територіях Бистрицької улоговини — дерново-підзолисті оглеєні ґрунти.
Висота території села над рівнем моря — 396,3 м.

## Природа
Північно-західною частиною села протікає річка Би́стриця Соло́твинська (з південного заходу — від Соло́твина, на північний схід — до Журак), яка належить до басейну Дністра. У межах Монастирчан вона зливається зі своєю притокою — річкою Маня́вкою. Манявка, що пливе з південного заходу на північний схід, вливається в Бистрицю від її правого берега. Приблизно в цьому ж місці з Бистрицею і Манявкою зливається ще й невеликий потік Млині́вка, що живиться від підземних вод.
У межах Монастирчан лежать два ліси: хвойний — урочище Си́гла (на північному заході), та мішаний — урочище Погорі́лець (на південному сході). Для Сигли основними породами дерев є смерека, дуб, явір тощо, для Погорільця характерні дуб, бук, граб, береза тощо У лісах багато ягід (малина, ожина, суниці, чорниці), грибів (білі, підберезники, козарі, маслюки, сироїжки, лисички, опеньки і т. д.). Тваринний світ представлений дикими свинями, чорною білкою, козулею, зайцем, їжаком тощо. З птахів переважають чаплі (кані), лелеки (звичайний і рідкісний чорний), дикі качки, горобці, галки, ворони, круки, сороки, сойки і багато інших.

## Відомі люди
Юліан Целевич — видатний український історик, голова Наукового Товариства ім. Т. Г. Шевченка у Львові, автор праці «Історія Скита Манявського». Протягом 1870 року деякий час проживав у Монастирчанах.
Володимир Суслик (15 лютого 1980 — 12 лютого 2015) — воїн 79-тої Миколаївської аеромобільної бригади. Служив у розвідувальному батальйоні, у складі якого 4 місяці захищав Донецький аеропорт. Він був одним з останніх «кіборгів», які залишали летовище. Загинув у Дебальцевому. На стіні школи встановлена меморіальна дошка.